# Aiuaba
Aiuaba es un municipio brasileño del estado del Ceará, creado en 1956. Se localiza en la microrregión del Sertón de Inhamuns. Su población estimada en 2004 era de 15.085 habitantes. Su área territorial es de 2472 km².

## Etimología
El topónimo Aiuaba viene del tupi-guarani y significa lugar de la bebida o bebedouro. Su denominación original era Bebedouro y, desde 1943, Aiuaba.

## Historia
El municipio está localizado en el territorio de los indios Jucá, que vivieron en los márgenes del río Umbuzeiro, afluente del río Jaguaribe, donde fueron catequizados por iniciativa del padre José Bezerra del Valle, que venía de la ciudad de Recife para prestar servicios de acompañamiento las comunidades, celebrar misas, bodas y bautizos.

## Geografía

### Clima
Tropical caliente semiárido en todo el territorio, con un promedio de lluvias media de 503,1 mm con lluvias concentradas de enero a abril.

### Hidrografía y recursos hídricos
Los principales cursos de agua son los arroyos Catingueira y Gameleira.

### Relieve y suelos
Las principales elevaciones son las Sierras de las Melancias, del Umbuzeiro y Sierra de los Bois.

## Economía
- Agricultura: algodón y plátano, mamona, maíz y frijol.
- Ganadería: bovinos, porcinos y avícola.
- Extracción minera: en su territorio se extrae calcita y amatista, una variedad del cuarzo.
- Industria: servicios de construcción.

## Cultura
El principal evento cultural del municipio es la fiesta de la patrona, Nuestra Señora del Patrocinio (15 de agosto).

## Política
La administración municipal se localiza en la sede, Aiuaba.